# Elecciones regionales de Coquimbo de 2024
La elección de gobernador regional de Coquimbo de 2024 se realizaron la primera vuelta el 26 y 27 de octubre de 2024 y la segunda vuelta el 24 de noviembre de 2024. así como en todo Chile, para elegir a los responsables de la administración a nivel regional.
Fue la primera oportunidad en que los consejeros regionales, fueron elegidos en conjunto con los alcaldes y concejales; anteriormente los consejeros regionales eran elegidos en conjunto con las elecciones presidencial y parlamentarias. Por ello, el periodo de los consejeros regionales elegidos en 2021 durará poco menos de tres años, entre el 11 de marzo de 2022 y el 6 de enero de 2025.
El gobernador regional durara cuatro años en su labor y pueden ser reelecto solo una vez. Como en la primera elección ninguno de los candidatos obtuvo el 40% de los votos válidamente emitidos, se procedió a una segunda vuelta entre las dos primeras mayorías el cuarto domingo siguiente al de la primera vuelta; en este caso, el balotaje se realizó el 24 de noviembre de 2024.

## Sistema electoral
El gobernador regional es elegido por sufragio universal, en un sistema de segunda vuelta. El margen para resultar electo en la primera ronda de votación es un 40% de los votos válidamente emitidos. Si ninguna candidatura logra el 40% de los votos válidamente emitidos, hay una segunda vuelta entre las dos más votadas.
Dura cuatro años en el ejercicio de sus funciones y puede ser reelegido como máximo en una ocasión.

## Definición de candidaturas
En octubre de 2023, Rubén Quezada, médico y delegado presidencial en Coquimbo, renunció a su cargo un año antes de las elecciones, cumpliendo con la normativa legal para postularse como candidato del Frente Amplio. Esta decisión marcó el inicio de una serie de movimientos políticos en la región. Desde Convergencia Social, partido de Quezada, se propuso evitar las primarias para consolidarlo como el candidato único de la izquierda, generando discusiones internas en el oficialismo.
Por otro lado, el Partido Comunista planteó la candidatura de Javier Vega, consejero regional conocido por su buena votación en elecciones previas, aunque él mismo expresó dudas sobre si su colectividad lo respaldaría plenamente frente a Quezada. Mientras tanto, la Democracia Cristiana vivía su propio proceso interno, con una competencia entre Wladimir Pleticosic, también consejero regional, y Lombardo Toledo. Finalmente, Pleticosic logró imponerse como el representante de la Falange.
El panorama en la derecha tampoco fue sencillo. Renovación Nacional confirmó a Roberto Vega, exseremi de Minería y exconvencional, como su carta fuerte. En la UDI, dos nombres se disputaban el liderazgo: Cristian Rondanelli, crítico frecuente de la gestión de la gobernadora Krist Naranjo, e Ignacio Pinto, exdelegado presidencial durante el gobierno de Sebastián Piñera. La definición del candidato de la UDI se trasladó a un proceso de encuestas internas, dejando abierta la posibilidad de enfrentar a Vega en primarias.
En este contexto, el Partido Republicano designó a Andrés Guerra como su candidato, un político que había obtenido una importante votación en las elecciones de 2023 para consejero constitucional, aunque no logró el cargo debido al sistema de paridad. Por su parte, Demócratas apoyaron a Francisco Martínez, quien había renunciado al Partido Republicano por diferencias internas.
El 10 de abril de 2024, el plazo para inscribir candidaturas en primarias cerró sin consenso en el oficialismo. La falta de acuerdo entre el Frente Amplio, el Partido Comunista, el Socialismo Democrático y la Democracia Cristiana dejó fuera la posibilidad de primarias, A pesar de su inicial empuje y el respaldo que había recibido, Quezada decidió retirar su candidatura en julio debido a las crecientes divisiones internas dentro del oficialismo y la falta de consenso sobre un candidato único. En sus declaraciones, Quezada señaló que no quería ser un factor de división dentro de la coalición y prefería dar paso a otros liderazgos. Este retiro dejó un vacío en la contienda electoral y abrió la puerta a figuras como  Vega y  Pleticosic, quienes continuaron en la carrera.
En el bloque de Chile Vamos, las primarias sí se llevaron a cabo el 9 de junio. Contra todo pronóstico, Cristóbal Juliá, meteorólogo y figura mediática, se alzó como el vencedor con el 42,9% de los votos, superando a los favoritos Cristian Rondanelli y Roberto Vega, lo que lo posicionó como el candidato único de Chile Vamos.
En abril de 2024, Pablo Herman Herrera, arquitecto  que ha desempeñado roles significativos en la región como Seremi de Obras Públicas e intendente de la misma región. anunció su intención de postularse como candidato independiente a la gobernación regional, iniciando la recolección de firmas necesarias para inscribir su candidatura. A pesar de los desafíos, logró reunir los patrocinios requeridos y oficializó su candidatura en julio de 2024. 
Mientras tanto, Krist Naranjo, la actual gobernadora regional, enfrentó un período de incertidumbre. Su gestión había sido ampliamente criticada por falta de liderazgo, problemas administrativos y sanciones de Contraloría. A pesar de sus intentos de asegurar el apoyo de la Federación Regionalista Verde Social, en agosto anunció que no buscaría la reelección, citando presiones desde el gobierno central y una intervención directa del presidente Gabriel Boric en las negociaciones partidarias. 

## Resultados

### Primera vuelta
Con el 100 % de los votos escrutados.
|  | 21.8 % |

|  | 16.8 % |

|  | 14.33 % |

|  | 14.16 % |

|  | 14.16 % |

|  | 14.16 % |

|  | 7.01 % |

|  | 6.12 % |

|  | 4.94 % |

|  | 84.88 % |

|  | 11.70 % |

|  | 10.23 % |

|  | 84.88 % |

### Segunda vuelta
|  | 63.0 % |

|  | 37.0 % |

|  | 87.8 % |

|  | 8.5 % |

|  | 3.6 % |

|  | 100 % |

|  | 83.25 % |